# Ochogona caroli
Ochogona caroli ist eine Art der zu den Doppelfüßern gehörenden Samenfüßer und vor allem in den Alpen sowie in den Mittelgebirgen Ostdeutschlands und entlang der deutsch-tschechisch-polnischen Grenze verbreitet.

## Merkmale
Die Körperlänge beträgt 8–13 mm. Der braun gefärbte Körper besteht aus 30 Körpersegmenten, an denen sich kleine Seitenflügel (Paranota) befinden, die etwa zweimal so lang wie breit sind. Dadurch erinnert der Habitus an viele Arten der Bandfüßer. Am Kopf befinden sich pro Seite 25–28 in einem Dreieck angeordnete Ommatidien. Die Borsten sind viel kürzer als ein halber Körperring.

### Ähnliche Arten
In den zentralen Alpen lebt die Art Ochogona brentana und in den Ostalpen die Art Ochogona regalis. Eine Unterscheidung ist am sichersten über die männlichen Gonopoden möglich. Ebenfalls in den Zentralalpen kommen noch Atractosoma meridionale und Bergamosoma canestrinii  vor. Bei diesen sind die Seitenflügel jedoch stärker ausgebildet und die Körperlänge beträgt 15–20 mm bzw. 19–22 mm. Morphologisch ähnlich ist noch Craspedosoma rawlinsii, allerdings ist die Art durch die Seitenbuckel anstelle der Seitenflügel gut unterscheidbar. Weitere Verwechslungsarten der Samenfüßer sind u. a. Rhymogona montivaga aus Südwestdeutschland und den Westalpen bis Frankreich, Julogona tirolensis aus fast dem gesamten Alpengebiet sowie Listrocheiritium cervinum und Dendromonomeron oribates aus den Ostalpen. Auch mit Bandfüßern besteht eine Verwechslungsgefahr, diese haben allerdings adult nur 19–20 Körpersegmente, keine Augen und unterscheiden sich durch die fehlenden 6 Borsten pro Tergit, die fehlenden Spinngriffel und oftmals größeren Seitenflügel. Verwechslungen können hier nördlich des Alpenraums vor allem mit Propolydesmus testaceus, Polydesmus denticulatus, Polydesmus inconstans oder Brachydesmus superus auftreten, in den Westalpen und umliegenden Gebieten auch mit Propolydesmus helveticus.

## Verbreitung
Bei Ochogona caroli handelt es sich um eine Alpenart, die in den Mittelgebirgen, genauer in der Oberlausitz, ihre Nordgrenze erreicht. Dementsprechend liegt ihr Verbreitungsschwerpunkt in den Alpen. Bekannt ist die Art aus der Schweiz, Italien, Deutschland, Österreich, Polen, Tschechien, der Slowakei und Ungarn. Im Norden des Verbreitungsgebiets findet sich die Art in Deutschland im Harz (ist hier aber nur von einem Fund aus dem südlichen Harz im 20. Jahrhundert bekannt), im Thüringer Wald und vom südlichen bis östlichen Thüringen ostwärts entlang der tschechischen Grenze bis in den Osten Sachsens. Von hier zieht sich das Verbreitungsgebiet entlang der polnisch-tschechischen Grenze bis in die Slowakei mit einem isolierten Fundort im zentralen Ungarn. Weiter südlich lebt die Art verstreut im nordöstlichen, zentralen und südöstlichen Bayern, außerdem ist ein Fundort aus dem zentralen Tschechien bekannt. Nahe der Alpen lebt die Art in Deutschland im südöstlichen Baden-Württemberg, südlich der Donau und von den Allgäuer Alpen bis östlich in den Landkreis Berchtesgadener Land. Südlich von Deutschland ist die Art in den Alpen weiter verbreitet und kommt in der Schweiz vom Kanton Luzern im Westen an östlich vor, mit den meisten Funden im  Kanton Graubünden. In Österreich findet sich die Art vor allem in Vorarlberg, Tirol, im Land Salzburg, im Kärnten, Oberösterreich und vereinzelt in der Steiermark und dem Südwesten von Niederösterreich. In den Südalpen ist die Art weniger präsent, aus Italien gibt es nur einen Fundort aus dem Piemont, doch ist das Vorkommen der Art entlang der Grenze zu Graubünden und Tirol wahrscheinlich. In den Südostalpen dringt die Art zudem bis nach Slowenien und Kroatien vor.
Die Alpenart breitete sich beim Vordringen der Gletscher bis ins Mittelgebirge aus, wobei ihre ökologische Valez es ihr ermöglichte, beim Zurückweichen der Gletscher diese größeren zusammenhängenden außeralpinen Areale beizubehalten. Es handelt sich bei O. caroli um eine Art, die Deutschland von den Alpen aus besiedelt hat.
Die Art gilt in Deutschland als selten, aber ungefährdet.

## Lebensraum
Die alpin bis montan verbreitete Art kommt nur in Mittelgebirgen und Gebirgen vor. Hier gilt sie als eine typische Waldart, die aber auch außerhalb von Wäldern vorkommt. In Thüringen lebt sie im Leutratal beispielsweise vor allem in feuchten Bachrandgehölzen, aber auch an südexponierten Trockenhängen. In Baden-Württemberg dagegen wurde sie überwiegend in Wäldern gefunden.

## Lebensweise
Phänologisch betrachtet ist O. caroli eine einjährige Frühjahrs-Herbst-Art mit inaktiven Jungtieren. Die Eiablage findet im Frühjahr oder Herbst statt, anschließend sterben die Erwachsenen bis Ende Juni ab. Im Frühling schlüpfen die Jungtiere und entwickeln sich über den Sommer bis zum Herbst zur neuen Generation an erwachsenen Tieren.

## Taxonomie
Die Art wurde 1900 vom Schweizer Myriapodologen H. Rothenbühler als Ceratosoma karoli erstbeschrieben. Weitere Synonyme lauten Asandalum caroli (Rothenbühler, 1900), Triakantozona caroli (Rothenbühler, 1900), Atractosoma bohemicum (Rosicky, 1876) und Listrocheiritium bohemicum (Rosicky, 1876).